# 道祖王
道祖王（ふなどおう/ふなどのおおきみ）は、奈良時代の日本の皇族。天武天皇の孫で、一品・新田部親王の子。女帝・孝謙天皇の皇太子に立てられたが、のち廃太子となった。橘奈良麻呂の乱に連座させられ、杖で打たれる拷問を受けて獄死した。

## 経歴

### 立太子以前
霊亀3年（717年）頃に生まれた。父は天武天皇の子で、舎人親王、長屋王と共に皇親勢力として権勢を振るった新田部親王である。母の名は伝わっておらず、不明である。
天平7年（735年）に父・新田部親王が薨去。
天平9年（737年）藤原四兄弟の相次ぐ死去に伴って、9月に朝廷の新体制構築に向けた叙位任官が行われた際、無位から従四位下に直叙された。その後、朝廷の政治家として実力をつけ、翌天平10年（738年）散位頭に任じられる。天平12年（740年）従四位上に昇叙され、その後時期不明ながら大膳大夫と中務卿を務めた。
なお、大膳大夫任官中の新年に詠んだ和歌として、『万葉集』に「新しき 年の初めに 思ふどち い群れて居れば 嬉しくもあるか（新しい年の初めに、親しい者同士が集まっていると、何と嬉しいことか）」との一首が残っている。

### 皇太子
天平勝宝8年（756年）5月に聖武上皇は死に臨んで、道祖王を孝謙天皇の皇太子に立てることを遺詔し、これにより道祖王は立太子された。なお、孝謙天皇とは従叔祖父（祖父の従弟）の関係であった。
しかし翌天平勝宝9年（757年）3月29日になって孝謙天皇は群臣を招集し、聖武上皇の服喪中にもかかわらず淫らで勝手気ままな気持ちがあり、教え戒める勅にも悔い改めることがなかったことを理由として、道祖王を廃太子することの是非を問うた。これに対して右大臣・藤原豊成を始めとする群臣は一致して反対しないことを奏したため、道祖王は立太子後1年も経たないうちに皇太子を廃位されてしまった。道祖王は日本史上初の廃太子である。
同年4月4日には新しい皇太子として、道祖王の従兄弟の大炊王（のちの淳仁天皇）が冊立されたが、この際に孝謙天皇は勅して以下の理由を挙げて、道祖王の廃太子を正当化している。
- 先帝（聖武）の喪中であるにもかかわらず侍童と姦淫をなし、先帝への服喪の礼を失した。
- 宮中の機密を巷間に漏らした。
- 孝謙天皇がたびたび戒めても、悔い改めず、むしろ婦人の言うことを好んで取り上げるなど、態度が改まらなかった。
- 夜中に勝手に東宮を脱けだして私邸に戻ったりした。
- 自ら「自分は愚か者で皇太子の重責には耐えられない」と述べた。

道祖王の廃太子は、政治経験のある道祖王を廃して、若い大炊王を立太子し操ろうとする藤原仲麻呂派による策謀との説が有力である。また、孝謙天皇は刑罰の面で極めて厳格で、自分の意に沿わない者をしばしば処罰した。

### 最期
天平勝宝9年6月28日（757年7月18日）、橘奈良麻呂が謀反を企てているとの密告がなされた（橘奈良麻呂の乱）。7月2日（7月22日）に孝謙天皇・光明皇太后が諸臣を諭す詔勅を発したものの、その日夕方、中衛府の舎人上道斐太都から、前備前守小野東人に謀反への参加を呼びかけられたと仲麻呂へ密告があった。そのため、藤原仲麻呂は中衛府の兵を動員して廃太子道祖王の邸を包囲し、小野東人らを逮捕した。
翌7月3日（7月23日）、東人は謀反計画と共謀者らの名を自白し、奈良麻呂らが天皇に擁立しようと画策していた候補者の中に、塩焼王・安宿王・黄文王とともに道祖王の名も挙げた。
翌7月4日（7月24日）、道祖王は朝廷の兵士によって右京の邸宅を包囲され、捕縛されて平城獄に移された。
道祖王は本人には罪が無いにも関わらず、孝謙天皇の命で麻度比（まどひ、惑い者の意）と改名させられた。さらに同日、藤原永手、百済王敬福、船王の監督の下、同時に捕縛された黄文王・大伴古麻呂・多治比犢養・賀茂角足らと共に、全身を杖で激しく殴打される苛酷な拷問を受け、獄死した。享年41歳。
なお、佐賀県武雄市橘町に墓が残っている。

## 官歴
『続日本紀』による。
- 天平9年（737年） 9月28日：従四位下（直叙）
- 天平10年（738年） 閏7月7日：散位頭
- 天平12年（740年） 11月21日：従四位上
- 天平20年（748年） 4月22日：山作司（元正上皇崩御）
- 時期不詳：大膳大夫
- 時期不詳：中務卿
- 天平勝宝8年（756年） 5月2日：立太子
- 天平勝宝9年（757年） 3月29日：廃太子
- 天平宝字元年（757年） 7月4日：麻度比と強制改名